# Torre central de rádio e televisão de Pequim
A Torre central de rádio e televisão foi construída em 1992 na cidade de Pequim, China. Tem 410 metros (1 347 pés) e, até julho de 2019, é a décima torre de estrutura independente mais alta do mundo.